# Liste der Naturdenkmale in Mörlenbach
Die Liste der Naturdenkmale in Mörlenbach nennt die im Gebiet der Gemeinde Mörlenbach im Landkreis Bergstraße in Hessen gelegenen Naturdenkmale.
Durch Löschung des einzigen Naturdenkmals aus der Liste enthält diese derzeit kein Objekt.

## Liste gelöschter Naturdenkmale
| Bild | Bezeichnung                                      | Ortsteil, Lage                                                 | Beschreibung                                                                                       | Art       | Nr.       |
| ---- | ------------------------------------------------ | -------------------------------------------------------------- | -------------------------------------------------------------------------------------------------- | --------- | --------- |
| BW   | Felsrippe in der Flohhecke, Granitgrus anstehend | Mörlenbach, Im Trautmannsklingen 49° 35′ 33″ N, 8° 43′ 46,3″ O | Löschgründe: Felsrippe am südlichen Ortsausgang, völlig verwittert. Eichen ohne besondere Merkmale | Felsrippe | 431.17-31 |